# Pozsonyi pátenses evangélikus egyházkerület
A Pozsonyi pátenses evangélikus egyházkerület az 1859. szeptember 1-i pátensnek 1860. május 15-én történt felfüggesztése után abból kifolyólag alakult meg, mert ez utóbbi rendelet megtiltotta, hogy a pátens alapján szervezkedni akaró egyházak ebben meggátoltassanak. Erre 22 egyház a dunáninneni, 6 a bányai kerületből 1860. június 27-én megalakította az ún. pozsonyi egyházkerületet. Ezt aztán az 1867. május 15-én kibocsátott királyi leirat szüntette meg, mely végleg hatályon kívül helyezte mind a pátenst, mind a rávonatkozó későbbi rendeleteket. Ennek az egyházkerületnek püspökei voltak ezalatt: Kuzmány Károly 1866 augusztusáig, Hurbán József Miloszláv 1866 októbertől, felügyelői: Landerer Ferdinánd 1865-ig, Francisci János 1865-től.